# Bois-lès-Pargny
Bois-lès-Pargny ist eine französische Gemeinde mit 188 Einwohnern (Stand: 1. Januar 2022) im Département Aisne in der Region Hauts-de-France. Sie gehört zum Arrondissement Laon und zum Kanton Marle.

## Lage
Die Gemeinde Bois-lès-Pargny liegt am Südwestrand der Landschaft Thiérache. Sie grenzt im Nordwesten an Chevresis-Monceau und Monceau-le-Neuf-et-Faucouzy, im Norden an Sons-et-Ronchères, im Nordosten an Châtillon-lès-Sons und Erlon, im Osten an Dercy, im Südosten an Mortiers, im Süden an Crécy-sur-Serre und im Westen an Pargny-les-Bois.

## Bevölkerungsentwicklung
| Jahr                       | 1962 | 1968 | 1975 | 1982 | 1990 | 1999 | 2011 | 2021 |
| -------------------------- | ---- | ---- | ---- | ---- | ---- | ---- | ---- | ---- |
| Einwohner                  | 266  | 256  | 222  | 219  | 194  | 172  | 188  | 191  |
| Quellen: Cassini und INSEE |      |      |      |      |      |      |      |      |

## Sehenswürdigkeiten

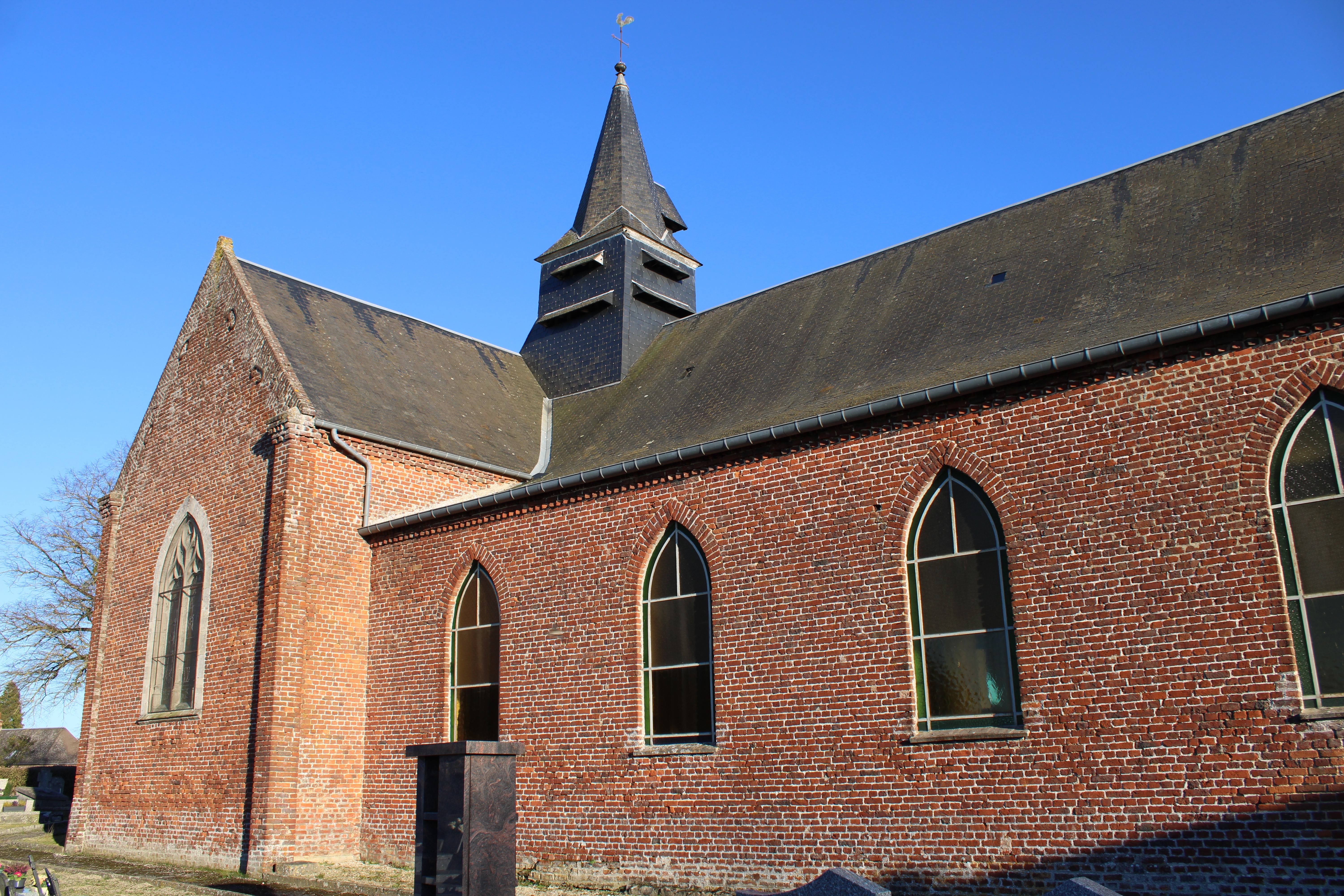
Kirche Saint-Rémi
- Schloss Guérite
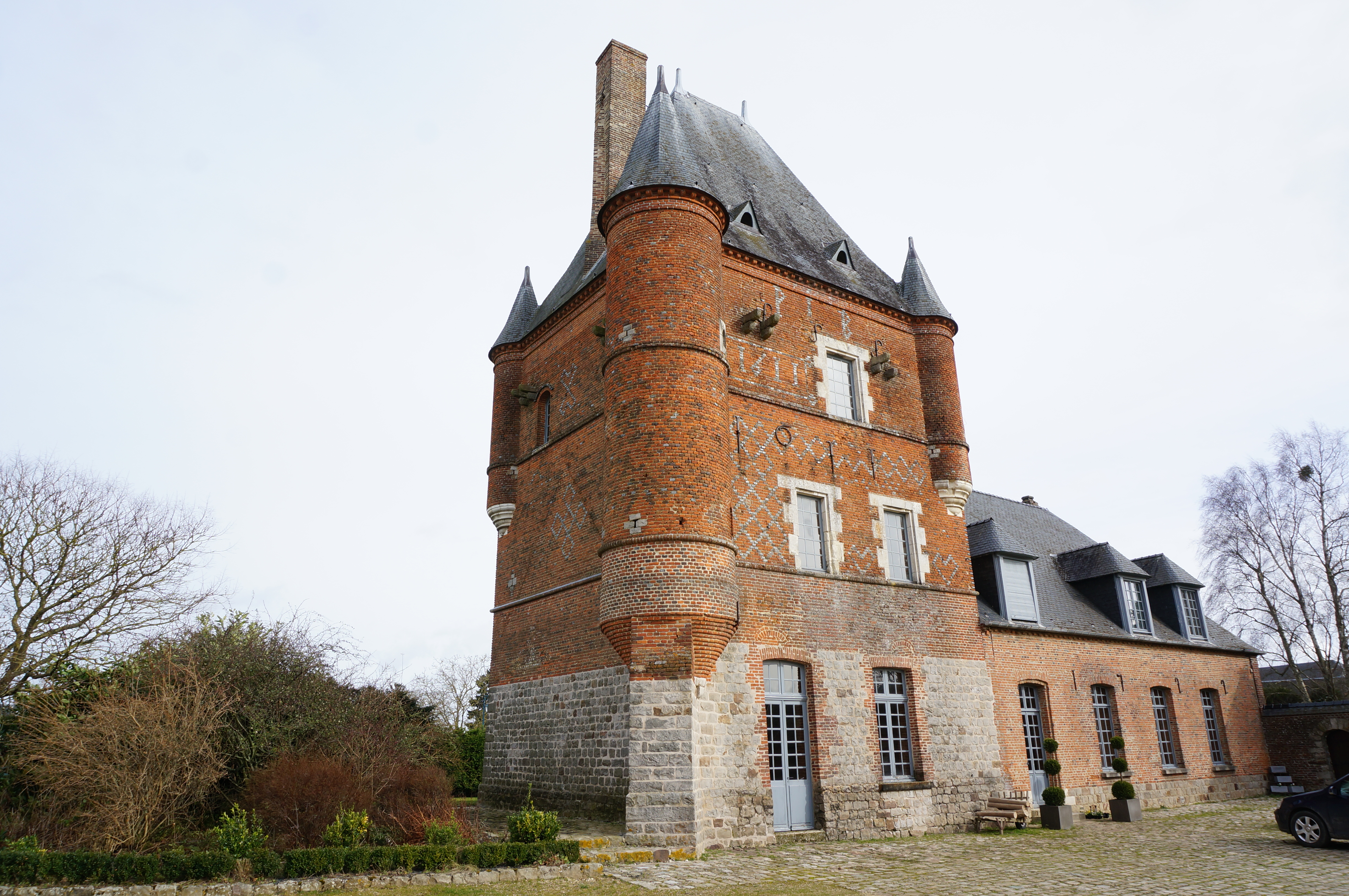
Donjon
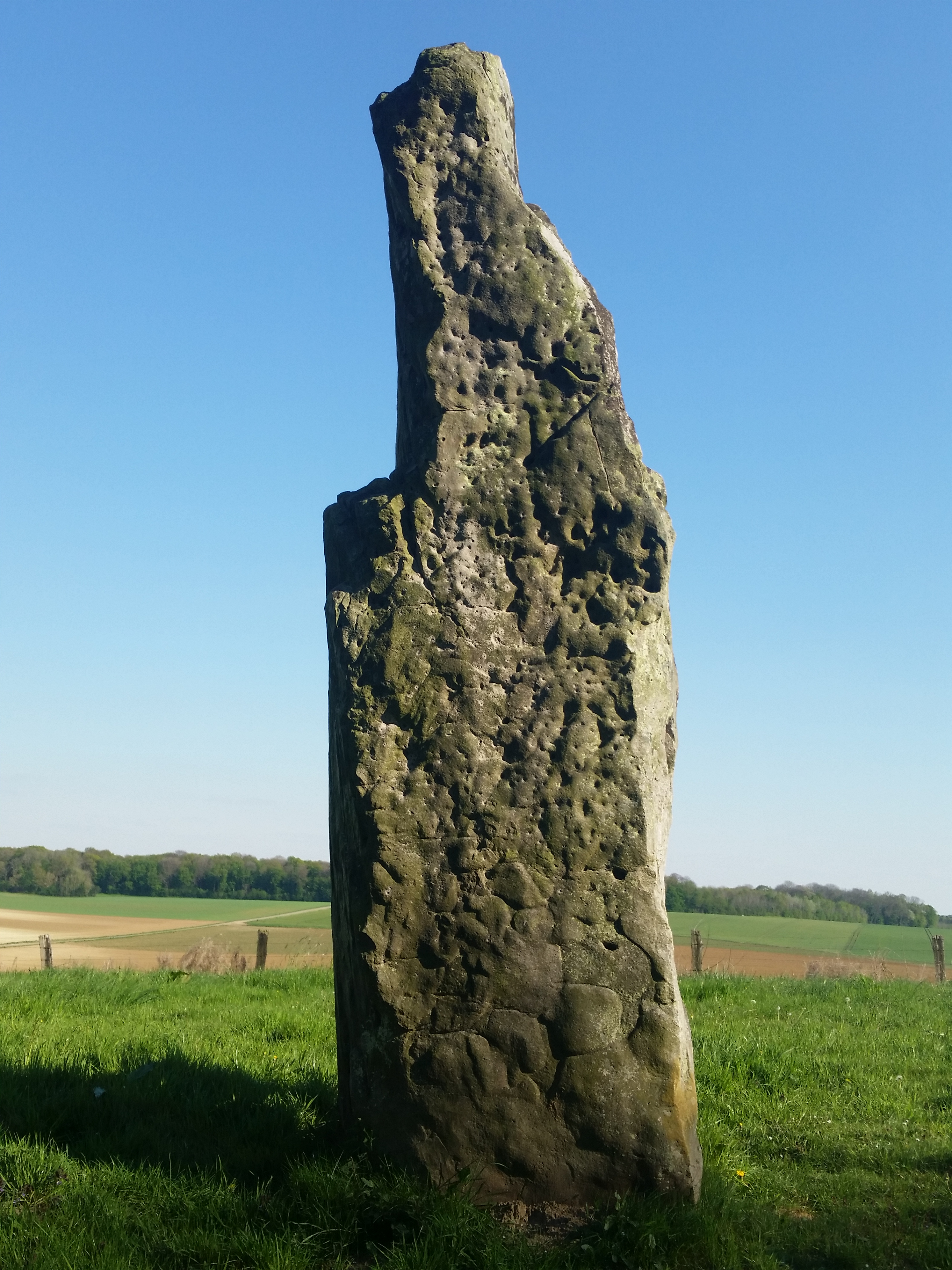
Menhir Le Verziau de Gargantua
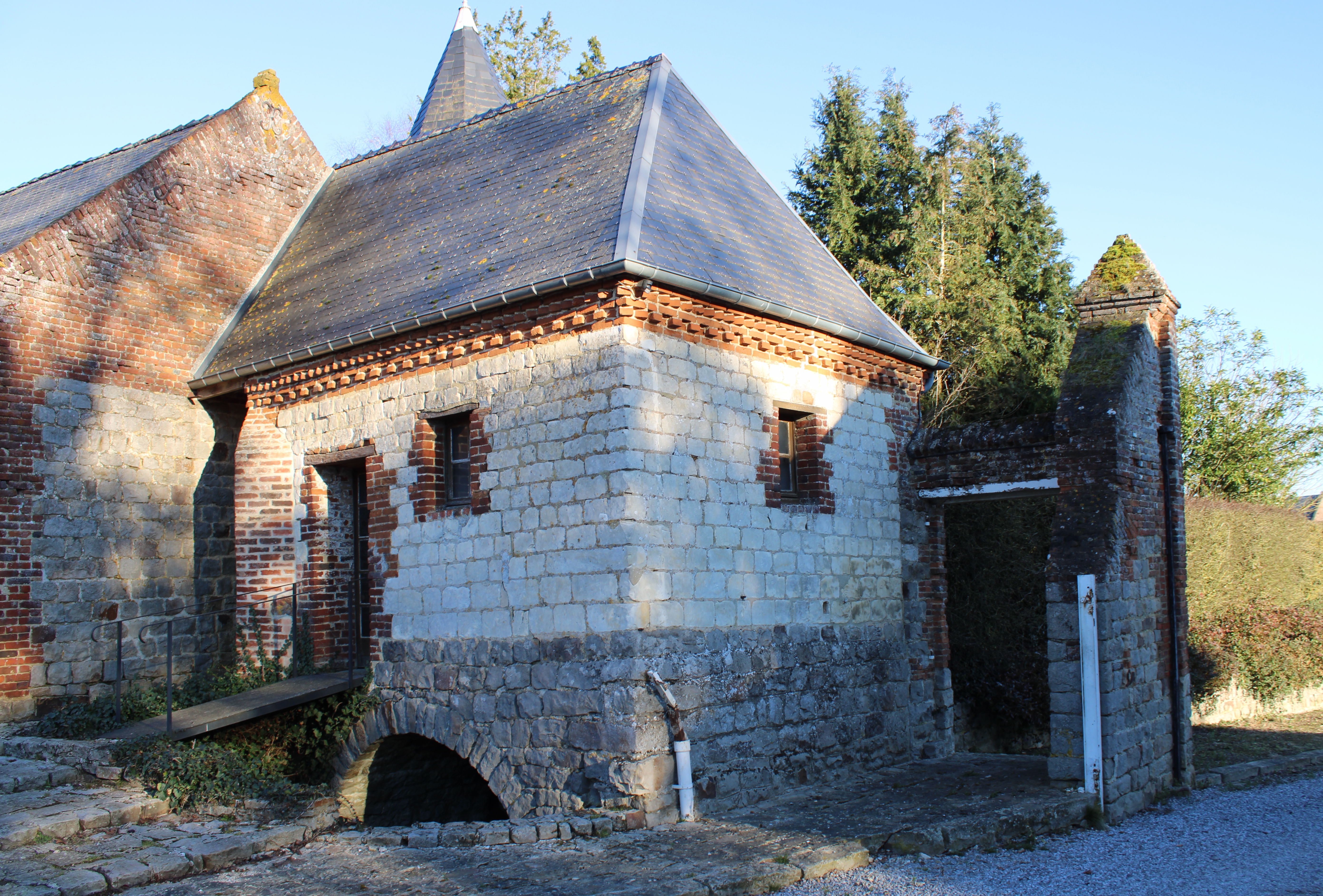
Schloss Guérite

- Wasserturm

- Kirche Saint-Rémi
- Donjon
- Menhir Le Verziau de Gargantua
- Schloss Guérite